# Kirchhofmauer (Marktbergel)

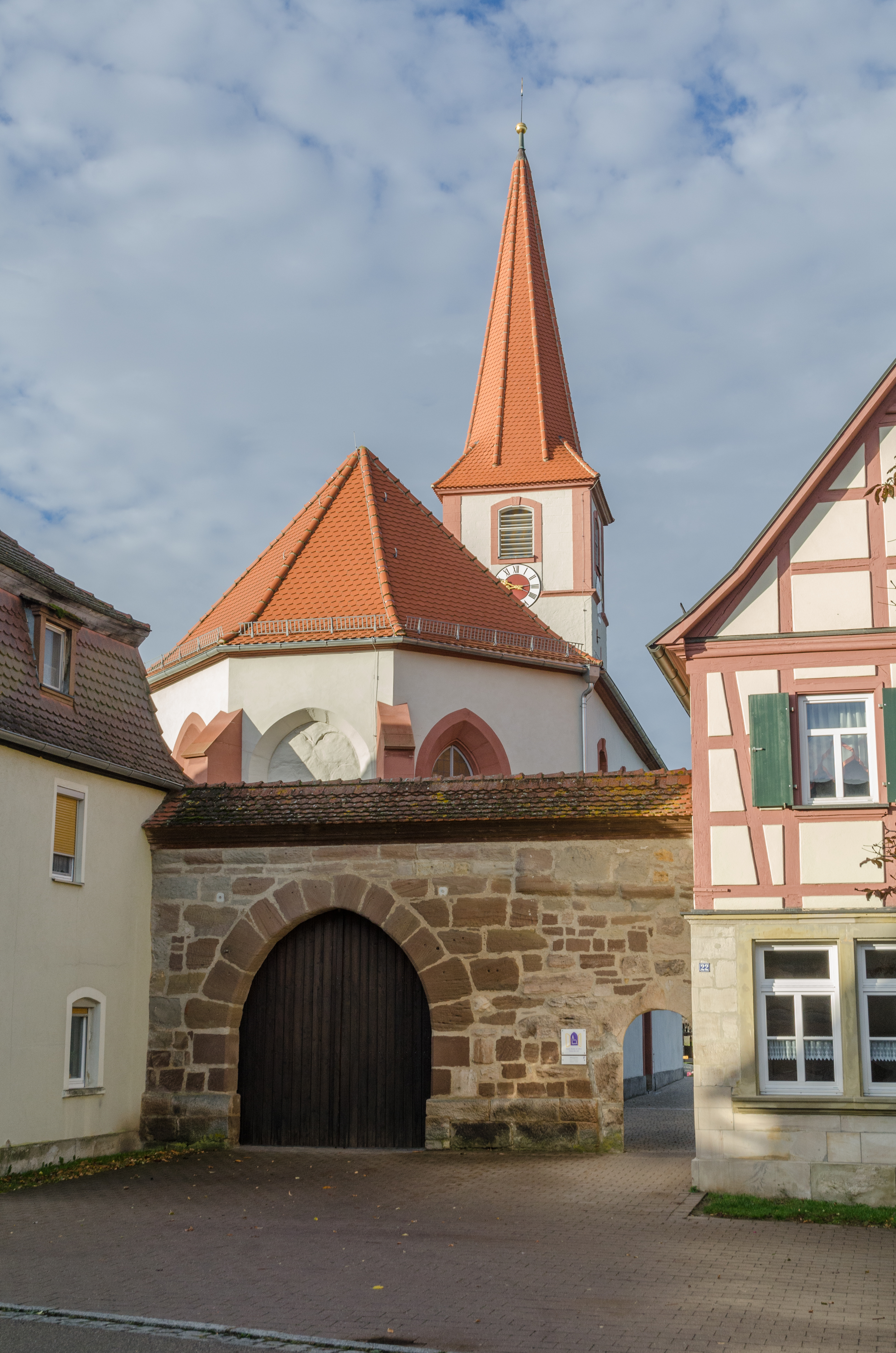
Kirchhofmauer in Marktbergel und Kirche St. Veit

Die Kirchhofmauer in Marktbergel, einer Marktgemeinde im mittelfränkischen Landkreis Neustadt an der Aisch-Bad Windsheim in Bayern, wurde im Spätmittelalter errichtet. Die Kirchhofmauer an der Kirchstraße 22 ist ein geschütztes Baudenkmal. 
Die Mauer mit spitzbogiger Durchfahrt und Pforte im Osten besteht aus Sandsteinquadermauerwerk im Westen und Süden. Die Jahreszahl 1870 in der Mauer bezeichnet das Datum der Renovierung. 